# Billy Hunter
Gordon William Hunter (Punxsutawney, Pennsylvania; 4 de junio de 1928-3 de julio de 2025) fue un dirigente deportivo, jugador y mánager de béisbol estadounidense que jugó seis temporadas con cuatro equipos en la MLB en la posición de shortstop con tres anillos de la Serie Mundial y una aparición en el Juego de Estrellas de las Grandes Ligas de Béisbol. Al momento de su muerte era el último sobreviviente de la desaparecida franquicia de los St. Louis Browns de 1953.

## Carrera
A nivel universitario jugó para Penn State Nittany Lions donde además jugó fútbol americano como quarterback. Mientras iba a la universidad, Hunter firmó un contrato con los Brooklyn Dodgers en 1948, donde estuvo cinco temporadas en su sistema de ligas menores teniendo su mejor año en 1952 con los Fort Worth Cats de la Double-A en la Texas League. Su promedio de bateo fue de .285, con 75 carreras impulsadas y 24 bases robadas, lideró la Texas League en jugadas de doble play (135) y bases robadas, Fue premiado en la Texas League con el premio al Jugador Más Valioso.
Los Dodgers tenían a Pee Wee Reese como shortstop, por lo que no tenían la idea de poner a Hunter como reemplazo de Reese. Fue cambiado a los St. Louis Browns de la American League (AL) el 14 de octubre de 1952 por Ray Coleman, Stan Rojek y Bob Mahoney; además de un pago de $95,000 a los Dodgers. En su momento se reportó que los Browns terminaron pagando $150,000. El mánager de los Browns Marty Marion, que en sus años como jugador en la National League era un gran shortstop defensivo con los St. Louis Cardinals en los años 1940, era visto por Hunter como un ídolo; ya que Hunter era muy bueno a la defensiva. Hunter fue el shortstop en la última temporada de los Browns en 1953 (además de batear el último cuadrangular de la franquicia). Tuvo su única aparición de su carrera en el Juego de Estrellas de las Grandes Ligas de Béisbol en ese años, siendo uno de los dos miembros de los Browns seleccionados junto a Satchel Paige, con la diferencia de que él no jugó en el partido sino que entró como corredor emergente por Mickey Mantle. Jugó 152 partidos como shortstop, liderando la AL en asistencias con 512 y errores con 25; cuarto entre shortstops en defensa (.970). Con la muerte de Ed Mickelson el 27 de junio de 2025 Hunter se convirtió en el último sobreviviente de los St. Louis Browns.
Hunter fue el primer shortstop en la historia de los Baltimore Orioles cuando los Brownies se mudaron a Maryland en 1954; hasta abril de 2025 era el último sobreviviente de los Orioles de 1954. fue titular en la mayoría de los partidos de los Orioles como shortstop, y su promedio de bateo de por vida fue de .243. Fue parte de un cambio de varios jugadores de los Orioles y los New York Yankees en noviembre de 1954, por el que los Yankees también recibieron a los lanzadores Bob Turley (que tuvo 15 apariciones de Serie Mundial con los Yankees) y Don Larsen (que lanzó el único juego perfecto de la historia de la Serie Mundial en 1956), y los Orioles recibieron a Gene Woodling, Gus Triandos (que fue el catcher titular de los Orioles en los siguientes siete años) y Willy Miranda (reemplazo de Hunter como shortstop). Por el resto de su carrera Hunter pasó a jugar con los Kansas City Athletics y los Cleveland Indians.
Hunter jugó en 98 partidos como shortstop con los Yankees en 1955, su promedio de bateo fue de .228 en 255 turnos al bat. Fue enviado a las ligas menores de los Yankees en Triple-A con los Denver Bears en Agosto, donde jugó solo 12 partidos antes de fracturarse la pierna. Recibió el anillo de la Serie Mundial de 1956 aunque solo jugó 39 partidos en la temporada.
Antes del inicio de la temporada de 1957 los Yankees cambiaron a Hunter junto a Irv Noren, Milt Graff, Mickey McDermott, Tom Morgan, Rip Coleman y otro jugador a los Kansas City Athletics por Art Ditmar, Bobby Shantz, Jack McMahan, Wayne Belardi y otros dos jugadores, uno de ellos fue Clete Boyer. Los Athletics y los New York Yankees pasaron intercambiando jugadores a finales de la década de los años 1950 debido a que el dueño de los Yankees Dan Topping y el de los A's Connie Mack tenían relaciones familiares a partir de 1954. En 1957 Hunter fue titular como segunda base con los A's, pero su promedio de bateo fue de apenas .191 en 116 partidos. En junio de 1958 los A's cambiaron a Hunter a los Cleveland Indians por Chico Carrasquel. Sería su última temporada en la MLB donde su promedio de bateo fue de apenas .186 en 98 partidos.
El promedio de bateo de Hunter en su carrera fue de .219 con 16 cuadrangulares y 144 carreras impulsadas en 630 partidos en seis temporadas (1953–58). En su último año estuvo en el filial de los San Diego Padres de la Pacific Coast League en 1959.

## Tras el retiro
Luego de que Hunter se retiró, pasó a ser reclutador para los Indians y los Orioles. Dirigió a los Bluefield Orioles en 1962 y 1963. Hunter luego pasó a ser coach de tercera base con Baltimore el 20 de noviembre de 1963 por su excompañero de equipo en los Yankees Hank Bauer,  que era el mánager un día antes. Bauer fue despedido en 1968 pero el nuevo mánager de los Orioles Earl Weaver mantuvo a Hunter en el puesto. Ocupó ese rol por 14 temporadas donde fue cuatro veces campeón de la AL y con dos anillos de Serie Mundial. Cuando Weaver fue expulsado en el juego cuatro de la Serie Mundial de 1969, Hunter cubrió el puesto de mánager. Hunter rechazó la oferta Harry Dalton para ser el mánager de los California Angels el 23 de noviembre de 1971.
Hunter se fue de los Orioles el 27 de junio de 1977 para ser el mánager de los Texas Rangers en ese año como reemplazo de Connie Ryan, que ocupó el cargo de manera interina por seis partidos. Tomó al equipo con una desventaja de 5 1⁄2 juegos en el quinto lugar de la AL West. Con Hunter los Rangers ganaron 60 de 93 partidos para terminar en segundo lugar. Quedó de segundo en la votación de mánager del año solo detrás de Earl Weaver.
En 1978 los Rangers terminaron en segundo lugar, cinco juegos detrás del líder Kansas City Royals. En esa temporada Hunter tuvo problemas con el pitcher Dock Ellis en el bus del equipo. después se cayó la extensión de contrato por cinco años, la cual ofrecía el dueño de los Rangers Brad Corbett, Hunter fue despedido a un día de terminar la temporada por la mala relación con el equipo. Un día ante, el primera base Mike Hargrove dijo que Hunter no sabía tratar a la gente pero que conocía muy bien el juego.
Hunter tuvo un récord de 146–108 (.575), pero no volvió a la MLB aunque recibió decenas de ofertas de trabajo en el invierno de 1978. Pasó a ser mánager (1979-1988) y director atlético (1984-1995) en Towson Tigers, donde se retiró en 1995. Como director atlético el equipo de lacrosse masculino fue campeón de la NCAA y el equipo de baloncesto masculino alcanzó el torneo nacional de la NCAA en dos ocasiones. También fue presidente de la East Coast Conference en la Big South Conference.